# Berger d'Arcadie
Berger d'Arcadie (ou Antonio Pastorello di Arcadia) est une œuvre néoclassique réalisée par Cesare Saccaggi  en 1927.
Dans la vaste production artistique de Cesare Saccaggi, se trouvent des chefs-d'œuvre qui font référence aux mythologies des mondes grec et romain. La dette avec le néo-paganisme de Gabriele D'Annunzio et sa manière de proposer une image mythico-sacrée de la nature, lointaine du réaliste proposé par la « peinture des champs » toscane ou piémontaise, est évidente. Les thèmes principaux sont la nostalgie des terres lointaines, des souvenirs anciens voilés dans une atmosphère de rêve. Le désir de s'affranchir des exagérations du maniérisme et de la dureté du monde moderne a conduit, en effet, de nombreux artistes du début du XXe siècle à redécouvrir la culture classique, dont ils appréciaient la pureté, la simplicité et l'idéal de beauté.

## Description et style
Dans Antonio Pastorello di Arcadia, le peintre démontre qu'il possède, avec une certitude absolue, une haute compétence technique d'exécution, transmettant la sensibilité inégalée du teint du petit berger et une attention douce aux cheveux et à la fourrure qui entourent ses reins. La composition s'écoule sans interruption, bien au-delà des limites physiques de la toile, avec un mouvement légèrement ondulé, presque musical, pour donner l'idée d'un rêve d'une nuit d'été, de la nostalgie d'une paix ancienne dans laquelle le peintre veut s'immerger complètement. Seule la cascade, jaillissant, semble évoquer un espace naturel lointain et intangible, à la fois primitif et non contaminé. C'est un monde suspendu en permanence entre l'eau et la terre. Les raisons de la composition, temporellement immobile, sont loin à venir. L'ensemble est illuminé par la teinte lunaire d'une lumière crépusculaire, qui met pleinement en valeur la beauté du corps du jeune berger. Tout est une émeute de beauté arcadienne et la scène semble animée d'un doux souffle de poésie ; l'atmosphère mythologique, que l'auteur a si délicatement voulu représenter, se caractérise par le fort contraste avec le caractère prosaïque de la vie réelle. Dans cette œuvre, le soi-disant « panisme » de D'Annunzio  est pleinement exprimé pour lequel l'homme est transformé en un élément de la nature et la nature elle-même est humanisée.